# St. Wendelin (Ullersberg)
Die denkmalgeschützte römisch-katholische Filialkirche St. Wendelin im Gemeindeteil Ullersberg der  oberpfälzischen Gemeinde Ursensollen ist vom Bayerischen Landesamt für Denkmalpflege in die Liste der Baudenkmäler von Ursensollen eingetragen (Denkmalnummer D-3-71-154-30). Die zur Pfarrei Hohenkemnath gehörige Kapelle ist dem Patrozinium des St. Wendelin geweiht, das alljährlich am 20. Oktober gefeiert wird.

## Geschichte
Genannt wird Ulreichperg in dem ältesten Urbar des Klosters Kastl zwischen 1334 und 1338. 1358 wird hier ein Heinrich der Rorensteter von Vlreichsperg in den Kastler Abgabenbüchern erwähnt. Noch im 18. Jahrhundert gehörte Ullersberg zum „Kleinen Amt“ des Klosters Kastl.
Der Bauer Hans Koller aus Ullersberg schrieb im Mai 1735 an das Bistum Regensburg, er habe bereits 1726 anlässlich einer grassierenden Viehseuche auf seinem Grund eine Wendelinkapelle erbauen lassen. Sie böte aber nur acht Personen Platz, sodass der Großteil der Gläubigen bei den abendlichen Andachten im Freien stehen müsste und besonders bei Regen und Schnee beeinträchtigt werde. Er wolle deswegen die Kapelle vergrößern, sodass 24 Personen Platz finden; zudem wolle er Kapital stiften, von dem die Kapelle auch in Zukunft erhalten werden könne. Er bitte den Bischof um Zustimmung, da der Pfarrer von Hohenkemnath diese nicht erteilen wolle. In der Folge kam es zu einem Briefwechsel zwischen dem Pfarrer Johann Caspar Dorner, der um einen Besucherrückgang in seiner Pfarrkirche fürchtete, und dem Konsistorium von Bischof Johann Theodor von Bayern, wobei das bischöfliche Konsistorium den Bau unter der Bedingung genehmigte, dass der Unterhalt in Zukunft gesichert sei. Im Februar 1737 ersuchte Koller um die Benediktion seiner auf 25 Schuh in der Länge und 13 in der Breite vergrößerten Kapelle sowie um die Erlaubnis, dass hier auch Gottesdienste abgehalten werden könnten. Seinem Ansinnen stimmte sowohl der kurfürstliche Beamte in Amberg zu und dann auch das Bistum Regensburg, vor allem, da der Bauer eine Dotation von 150 Gulden für die Kapelle machte.
Bei der Säkularisation von 1803 entging die Kapelle nur knapp einer Demolierung, denn eigentlich sollten nach den Verfügungen des bayerischen Ministers Maximilian von Montgelas alle überflüssigen Kirchen geschlossen und alle Bildstöcke niedergerissen werden. Inhaber der Kapelle war damals der Bauer Johann Augsberger. Die Kapelle steht seit der Gebietsreform von 1971 im Eigentum der Gemeinde Ursensollen.

## Baulichkeit
Die Kapelle ist ein verputzter, dreiseitig geschlossener Massivbau mit einem Satteldach und einem Zwiebeldachreiter über dem Altar.

## Innenausstattung
Die Kirche besitzt einen mit Säulen geschmückten Altar mit Akanthusranken. Das Hauptblatt zeigt den Hl. Wendelin, die Seitenbilder den Hl. Leonhard und St. Erhard. An den Wänden sind die Hl. Notburga, Patronin der Mägde und Dienstboten, und St. Isidor, berühmt wegen seines naturkundlichen Werkes De natura rerum, dargestellt.
Der Kirchenraum wird von einer Holzdecke mit Leisten abgeschlossen.
1740 erhielt die Kapelle einen neuen Kreuzweg und wiederum gestaltete Johann Klein aus Wien einen solchen.
In der Kirche befinden sich zahlreiche Votivtafeln, mit denen die ländliche Bevölkerung ihren Dank für die Befreiung aus Notlagen an den Hl. Wendelin als Viehpatron zum Ausdruck brachte; die älteste stammt von 1727.